# Щурячий король

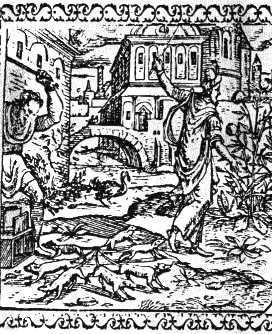
Щурячий король

Щурячий король — міфічна тварина, що згадується в європейських переказах. Вважається, що Щурячий король складається з декількох щурів, що зв'язалися вузлом своїми хвостами. Інші щури нібито годують свого короля і піклуються про нього. Його сила в його підданих. Всі щури підкоряються йому.

## Передумови до виникнення міфу
Іноді в місцях проживання щурів знаходять скупчення особин з зав'язаними вузлом хвостами, часто переламаними або пошкодженими. Такі «гнізда» і називають «Щурячий король». Висувалися різні гіпотези про виникнення таких скупчень.

«Щурячий король» описується в книзі Альфреда Едмунда Брема «Життя тварин. Загальна історія тваринного царства»:
Щури, що живуть на волі, бувають схильні до абсолютно особливої хвороби: декілька їх зростаються між собою хвостами і утворюють так званого щурячого короля, про який в минулі часи мали, звичайно, інше поняття, ніж тепер, коли його можна бачити майже в кожному музеї. Перш гадали, що щурячий король у золотій короні сидить на троні з декількох зрощених між собою підданих і звідси вирішує долі всього щурячого царства! У всякому разі поправно, що іноді трапляється досить велике число щурів, щільно переплетених хвостами, вони ледь можуть рухатися і жалісливі щури з жалості приносять їм їжу. Донині ще не знають справжньої причини такого явища. Вважають, що якесь особливе випотіння на хвостах щурів тягне за собою їх злипання, але ніхто не може сказати нічого точного.
Автор відомого сучасного повідомлення про «щурячого короля» в науковій літературі не спостерігав «щурячого короля» в живому стані і посилається на свідчення очевидців. Він висуває гіпотезу, згідно з якою щури можуть склеюватися або змерзатися хвостами під час сну в загальному гнізді при дуже низькій температурі навколишнього середовища, а після пробудження, намагаючись звільнитися, утворюють «щурячого короля». Є ще й інша гіпотеза — якщо великий виводок маленьких щурят знаходиться у вузькому просторі (гнізді), то їх незміцнілі, гнучкі хвости переплітаються при копирсанні та іграх. За дуже швидкого зростання у щурів хвіст костеніє і виводок стає щурячим королем. Загалом, доказів існування живих «щурячих королів» немає.

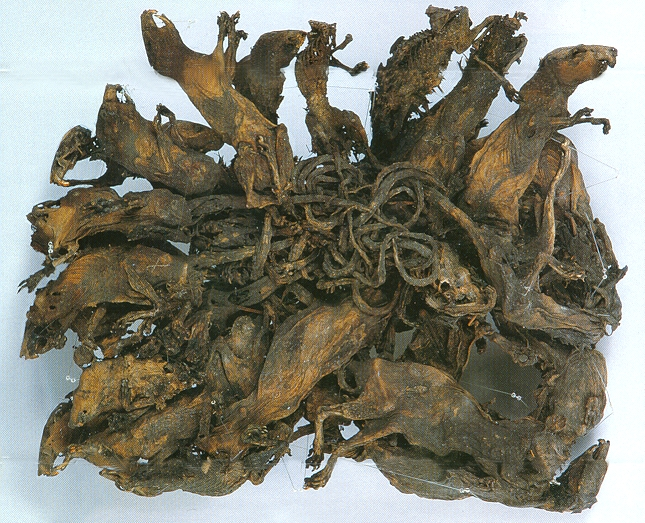
Щурячий король в Мавріціанському музеї природознавства (Альтенбург, Німеччина)

У Тюрінгії, в місті Альтенбург є найбільший з відомих науці «Щурячих королів». Муміфіковані останки «Короля», що складається з 32 щурів, були знайдені в каміні на млині в місті Бухгайм, в 1828 році. Законсервований спиртом щурячий король був показаний в музеях Гамбурга, Гмеліна, Геттінгена і Штутгарта.

## Дані
Загалом, кількість відомих знахідок щурячих королів невелика. За різними джерелами відомо про 35-50 випадків.
Найраніший документ, який містить відомості про щурячих королів, датується 1564 роком. Після того, як в XVIII столітті чорних щурів витіснили сірі щури, цей феномен став спадати. Разом з тим, з початку XX століття було зареєстровано кілька випадків виявлення щурячих королів; останні випадки сталися 10 квітня 1986 року — у Франції (Вандея) і 16 січня 2005 року в Естонії (Вирумаа).
Найбільш відомі зразки «щурячих королів» формуються з чорних щурів (Rattus rattus). Єдина знахідка, що включає «щурів Савах» (Rattus rattus brevicaudatus) сталася 23 березня 1918 року в Богорі на Яві, де був знайдений щурячий король з десятьох молодих польових щурів. Були знайдені й аналогічні «склеювання» інших видів: квітні 1929 року з Гольштейна повідомили про групу молодих лісових мишей (Apodemus sylvaticus), звідти ж доповідали про «білячого короля», зразок якого нібито зберігається в Зоологічному інституті Гамбурзького університету. «Щурячих королів» не слід плутати з сіамськими близнюками, які виникають у багатьох ґатунках. У «щурячих королів» тварини ростуть разом тільки після народження, але розділені під час пологів.
«Щурячий король», виявлений в 1963 році нідерландським фермером P. van Nijnatten at Rucphen (з міста чи містечка Rucphen) і став відомим завдяки криптозоологові M. Schneider, складався з семи щурів. Рентгенівські знімки показали утворення кісткової мозолі за переломів їхніх хвостів, що доводить, що ці тварини повинні були прожити у такому стані тривалий час. Кількість дорослих тварин серед «щурячих королів» теж підтверджує цю теорію.
Більшість дослідників вважає, що ці знахідки — артефакти, створені за допомогою свідомої маніпуляції людей, наприклад, зв'язування мертвих щурів хвостами і їх муміфікації. Кілька доповідей про живих щурячих королів залишаються непідтвердженими. Передбачається, що причиною їх утворення є нестача місця, через що молоді щури живуть дуже близько і неминуче заплутуються хвостами. Однак проти цієї теорії виступає звичайна поведінка щурів, які, як правило, шукають найкомфортніші місця. Наукових досліджень, які доводять природну причину цього явища, проведено не було, внаслідок чого більшість дослідників вважає існування «щурячих королів» міфом.

## Сприйняття
Історично склалося, що щурячі королі вважалися вкрай поганою ознакою, зокрема, пов'язаною з хворобами. Це природний і розумний висновок, бо великі популяції щурів на невеликій території зазвичай приносять з собою хвороби і мор. Зі збільшенням щурячої популяції зростає ймовірність спалаху захворювань — наприклад чорної смерті, яка поширювалася щурячими блохами.
Термін «щурячий король» часто розумівся неправильно як «король щурів». Ця ідея була особливо привабливою для літературної та художньої творчості: наприклад, у казці Гофмана «Лускунчик» діє лиходій — семиголовий мишачий король (в постановках балету Чайковського за цією казкою мишачий король рідко зберігає багато голів). Інший приклад — це казка «Rattenkönig Birlibi» Ернста Моріца Арндта.
Сьогодні щурячий король іноді використовується як монстр у творах-горорах (наприклад «Щури» Джеймса Герберта), але саме це словосполучення має певну привабливість і є, наприклад, назвою дебютних романів британських письменників Джеймса Клавелла і Чайна М'євіля. Фантастичне трактування легенди про «щурячого короля» і його передбачуваної влади над іншими щурами і людьми можна знайти в романі Террі Пратчетта «Дивовижний Моріс та його вчені гризуни». Одне з останніх посилань на «щурячого короля» є у фільмі Ларса фон Трієра «Епідемія», де він був ознакою хвороби. Ця ж концепція формується в детективному романі «Щурячий король» Майкла Дібдіна. Також Щурячий король з'являється в романі Енні Пру «Акордеон злочинів».
У телевізійній версії мультсеріалу «Черепашки Ніндзя» 1987 року одним з декількох немутованих лиходіїв був «Щурячий король» — брудний божевільний в лахмітті, здатний контролювати щурів — спочатку за допомогою флейти (алюзія на легенду про Гамельнского щуролова), а потім просто силою думки.
Щурячим королем також кличеться гротескний мутант з «щурячої трилогії» Джеймса Герберта.
У серії коміксів «Halo Jones» за авторством Алана Мура і Яна Гібсона «щурячий король» був зброєю у війні — колективом з п'яти надрозумних щурів з переплетеними хвостами, що спілкуються за допомогою комп'ютерного терміналу.
У романі Мерсі Шеллі «2048» «щурячий король» подібно людині використовував ІскІн.
В оповіданні А. С. Гріна «Щуролов» згадується вигадана книга Ерта Ертруса «Комора щурячого короля», яка описує властивості і характеристики поведінки міфічної істоти (щури Гріна — перевертні, які вміють перетворюватися в людей).
В оповіданні Аврама Девідсона «Пов'язані хвостами королі» (The Tail-Tied Kings) група зрощених щурів, «Отці і Матінки», керує щурячою громадою, будучи при цьому абсолютно безпорадною і повністю залежною від інших щурів.
У грі The Last of Us Part II щурячим королем кличеться рідкісний вид зараженого, що з'явився в результаті довгого перебування великої кількості інфікованих в дуже вузькому просторі. Зустрічається один раз за гру і не має жодних згадок про нього в ігровому світі, з чого можна припустити, що він єдиний зі свого ґатунку. 